# Sulennis Piña Vega
Sulennis Piña Vega (ur. 8 stycznia 1981) – kubańska szachistka, arcymistrzyni od 2002 roku.

## Kariera szachowa
W 1998 r. podzieliła V m. w mistrzostwach w mistrzostwa świata juniorek do 18 lat, rozegranych w Oropesa del Mar. W 2000 r. zajęła II m. (za Luisem Valdesem) w turnieju Mix memoriału José Raúla Capablanki w Varadero. W 2001 r. zdobyła w Meridzie tytuł mistrzyni Ameryki i awansowała do rozegranego w Moskwie pucharowego turnieju o mistrzostwo świata, w którym w I rundzie przegrała z Xu Yuanyuan. W tym samym roku podzieliła II m. (za Coriną Peptan, wspólnie z Marthą Fierro Baquero) w kołowym turnieju w Benasque. W 2002 i 2004 r. odniosła sukcesy w dwóch turniejach Mix memoriałów José Raúla Capablanki, w pierwszym przypadku dzieląc II m. (za Oswaldo Zambraną), a w drugim – samodzielnie zwyciężając (oba turnieje zostały rozegrane w Hawanie). W 2003 r. zajęła II m. (za Rusudan Goletiani) w kolejnych mistrzostwach Ameryki, rozegranych w San Cristóbal, natomiast w 2005 r. w Gwatemali zdobyła złoty medal tych rozgrywek. Sukces ten zagwarantował jej udział w rozegranych w Jekaterynburgu kolejnych mistrzostwach świata, jednak w I rundzie tego turnieju przegrała z  Jekatierinę Kowalewską i odpadła z dalszej rywalizacji. W 2006 r. zdobyła w San Salvadorze tytuł mistrzyni państw panamerykańskich.
W latach 2000–2010 sześciokrotnie (w tym raz na I szachownicy) reprezentowała narodowe barwy na szachowych olimpiadach.
Najwyższy ranking w karierze osiągnęła 1 stycznia 2002 r., z wynikiem 2371 punktów zajmowała wówczas 63. miejsce na światowej liście FIDE oraz 1. wśród kubańskich szachistek.